# Cerimônia de encerramento dos Jogos Paralímpicos de Verão de 2024
A cerimônia de encerramento dos Jogos Paralímpicos de Verão de 2024 ocorreu no dia 8 de setembro de 2024 no Stade de France em Saint-Denis, na França.

## Destaques
Thomas Jolly foi o diretor artístico do evento, assim como Victor Le Masne assumiu a parte musical.
Assim como na cerimônia de abertura, o encerramento se alternou entre as partes ao vivo e pré-gravadas, tendo também a exibição de um compacto reunindo os melhores momentos do torneio, além dos discursos de agradecimento, que destacaram o sucesso dessa edição, além de cobranças para mais acessibilidade em Paris.

### Desfile dos porta-bandeiras

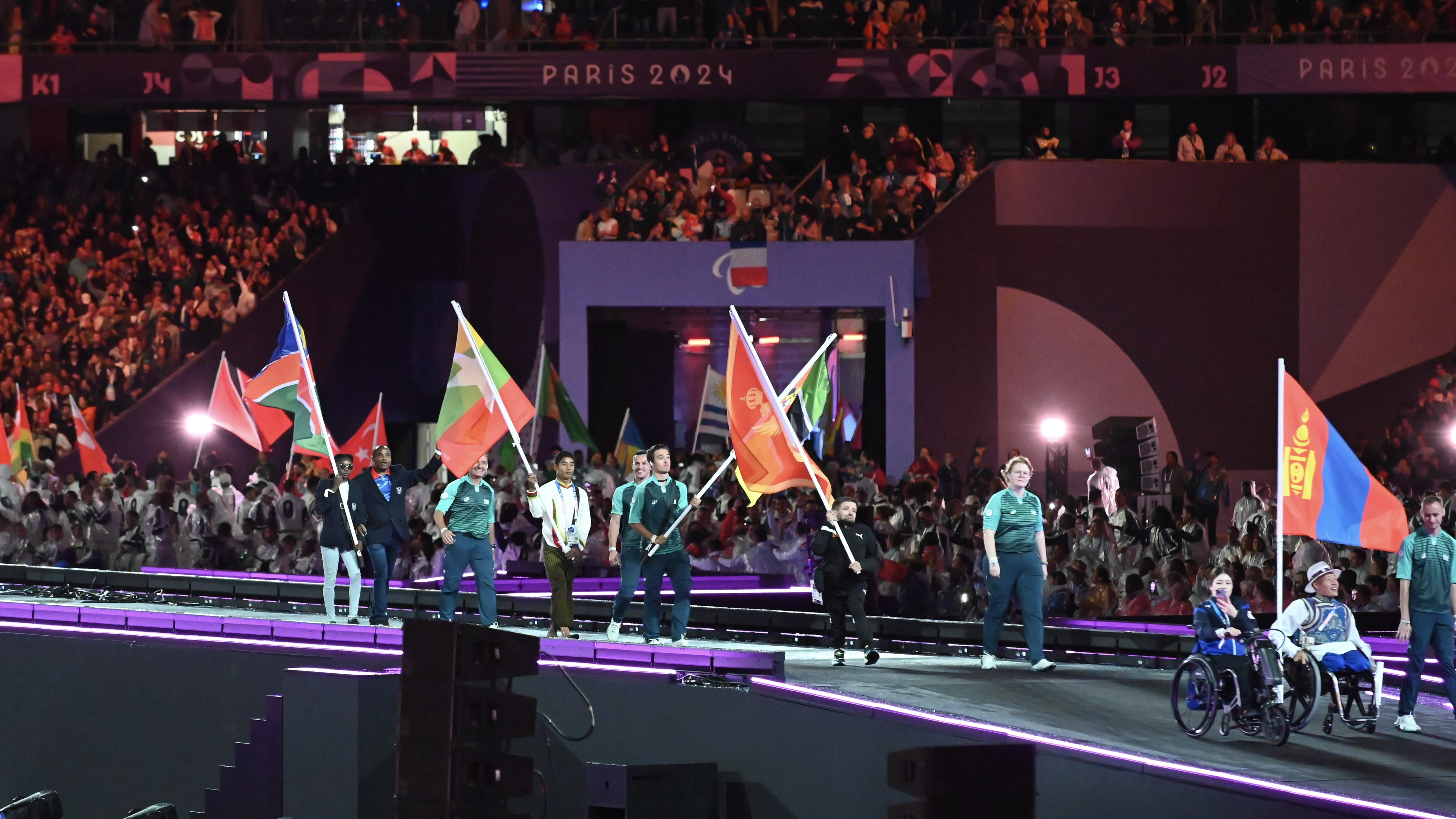
Desfile dos porta-bandeiras durante um segmento do encerramento

Os 167 CONs (já que os Atletas Paralímpicos Neutros estavam impedidos de participar da cerimônia) entraram no Stade de France em ordem alfabética, de acordo com o alfabeto francês, acompanhados de uma playlist repleta de sucessos da França, entre eles Voyage, voyage, da cantora Desireless.

### A pista de dança
Após a entrada dos porta-bandeiras e dos discursos de agradecimento, houve uma apresentação de breakdance com alguns dançarinos amputados.

### Apresentação de Los Angeles

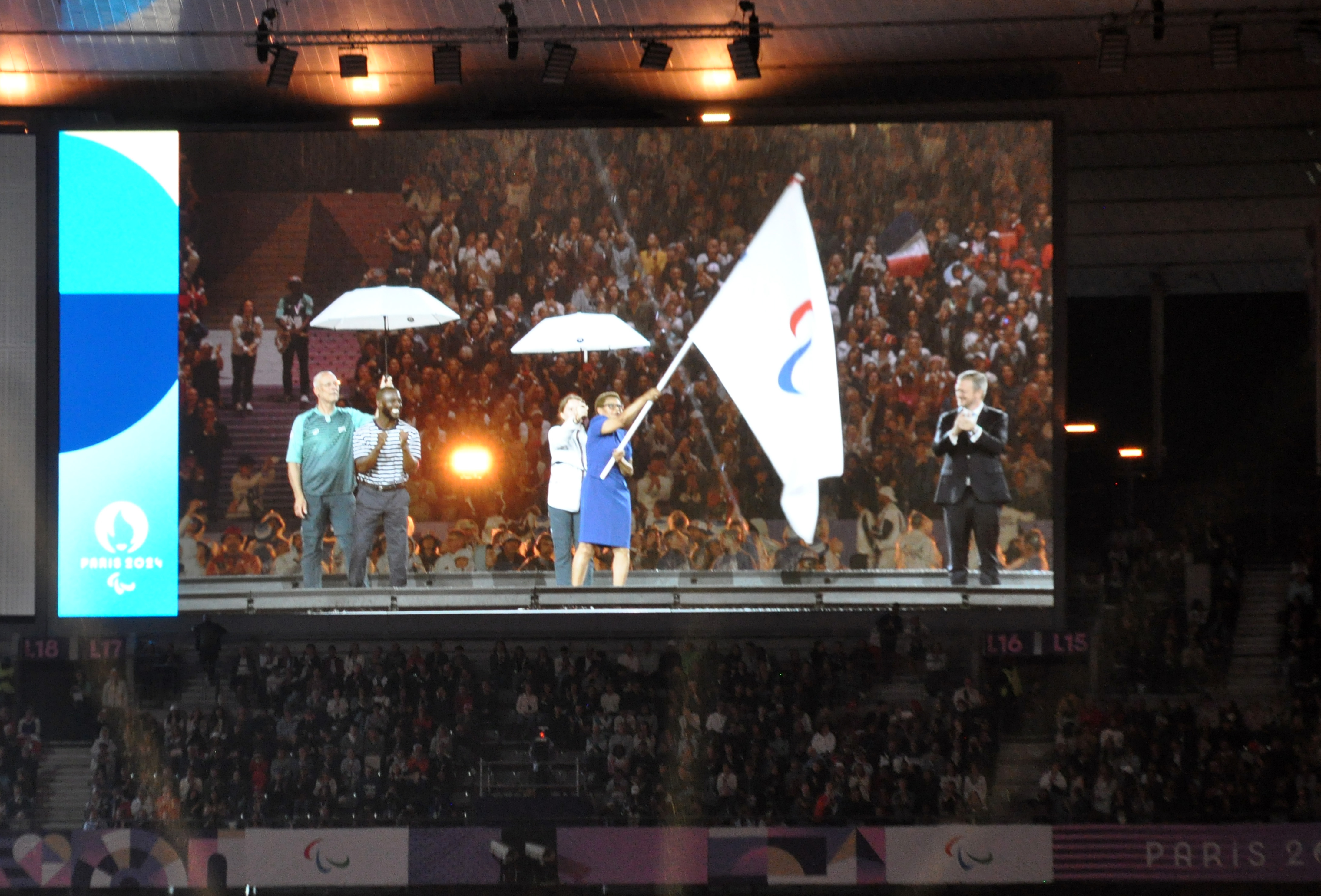
Cerimônia de passagem da bandeira paralímpica, já nas mãos de Karen Bass

Com a passagem da bandeira paralímpica para a prefeita de Los Angeles, Karen Bass, foi executada a canção California Dreamin', do grupo The Mamas & The Papas e logo depois, Ali Stroker cantou o hino nacional dos Estados Unidos e na sequência, o pianista de jazz Matthew Whitaker, a violinista e cantora Gaelynn Lea, o rapper Garnett Silver-Hall e o esportista e também rapper Anderson .Paak se apresentaram em um mini show na Venice Beach, que também contou com cadeirantes e alguns skatistas amputados andando em uma pista instalada no local.

### O último voo
Assim como na cerimônia de encerramento dos Jogos Olímpicos de Verão, a chama paralímpica foi levada por uma lamparina ao estádio por um grupo de esportistas. Coube a Aurélie Aubert, medalhista de ouro da bocha na categoria C1 feminino e uma das sensações do time francês a assoprar a chama totalmente e ao mesmo tempo, a pira, representada por um balão, foi apagada, simbolizando o pouso do veículo.

### Virou rave

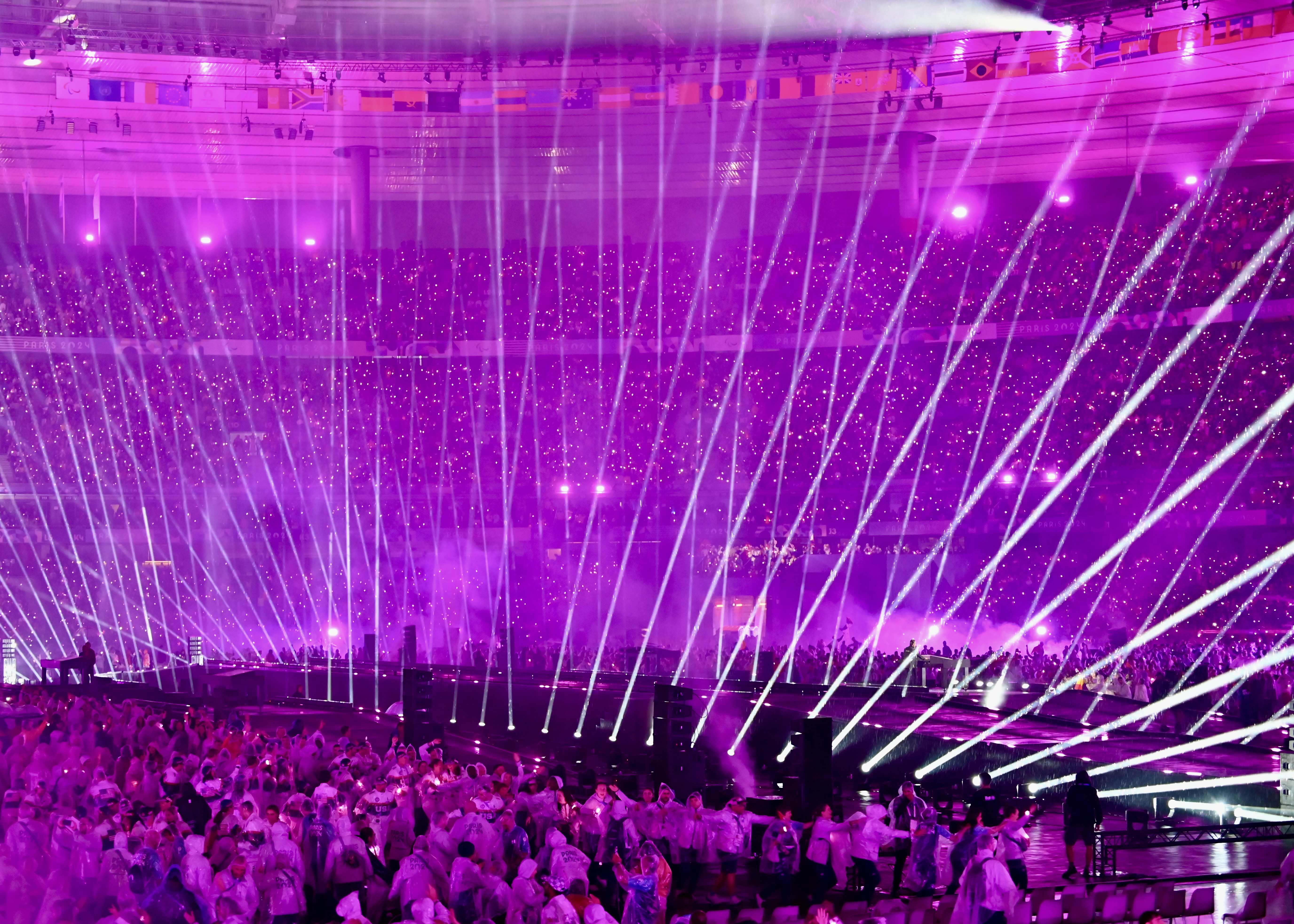
Festival de luzes ao redor do Stade de France

Após o apagar da chama paralímpica, um grupo de 23 DJs se reuniu para realizar um grande show, acompanhado de um festival de lasers e luzes sendo acionadas direto de uma braceleira entregue para os atletas e ao público, tendo também um festival de pirotecnia. Jean-Michel Jarre e Martin Solveig foram um dos DJs que comandaram a festa na apoteose, tocando também alguns sucessos como Hello e "One More Time", da dupla francesa Daft Punk. Em um dos últimos minutos do show, a delegação francesa e o nadador brasileiro multimedalhista e uma das estrelas das paralimpíadas, Gabrielzinho, subiram ao palco junto com um dos DJs para fechar a festa. A cerimônia se encerrou com a tradicional queima de fogos ao redor do Stade de France e a exibição de um vídeo de agradecimento.

## Autoridades presentes

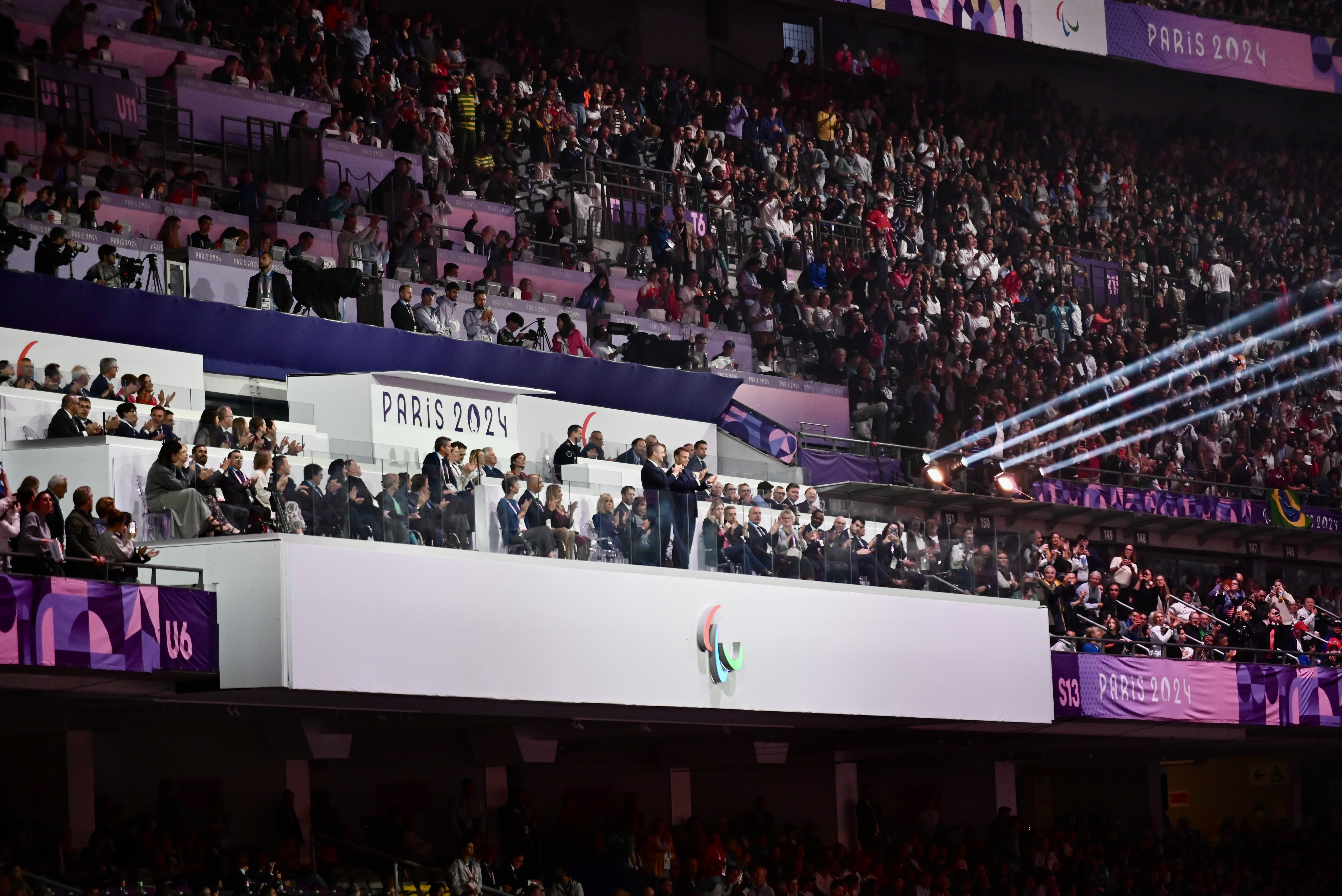
Autoridades reunidas em um dos cantos do Stade de France

- Comitê Paralímpico Internacional - Presidente Andrew Parsons
- França - Presidente Emmanuel Macron e a Prefeita de Paris, Anne Hidalgo
- Estados Unidos - Prefeita de Los Angeles, Karen Bass

## Hinos

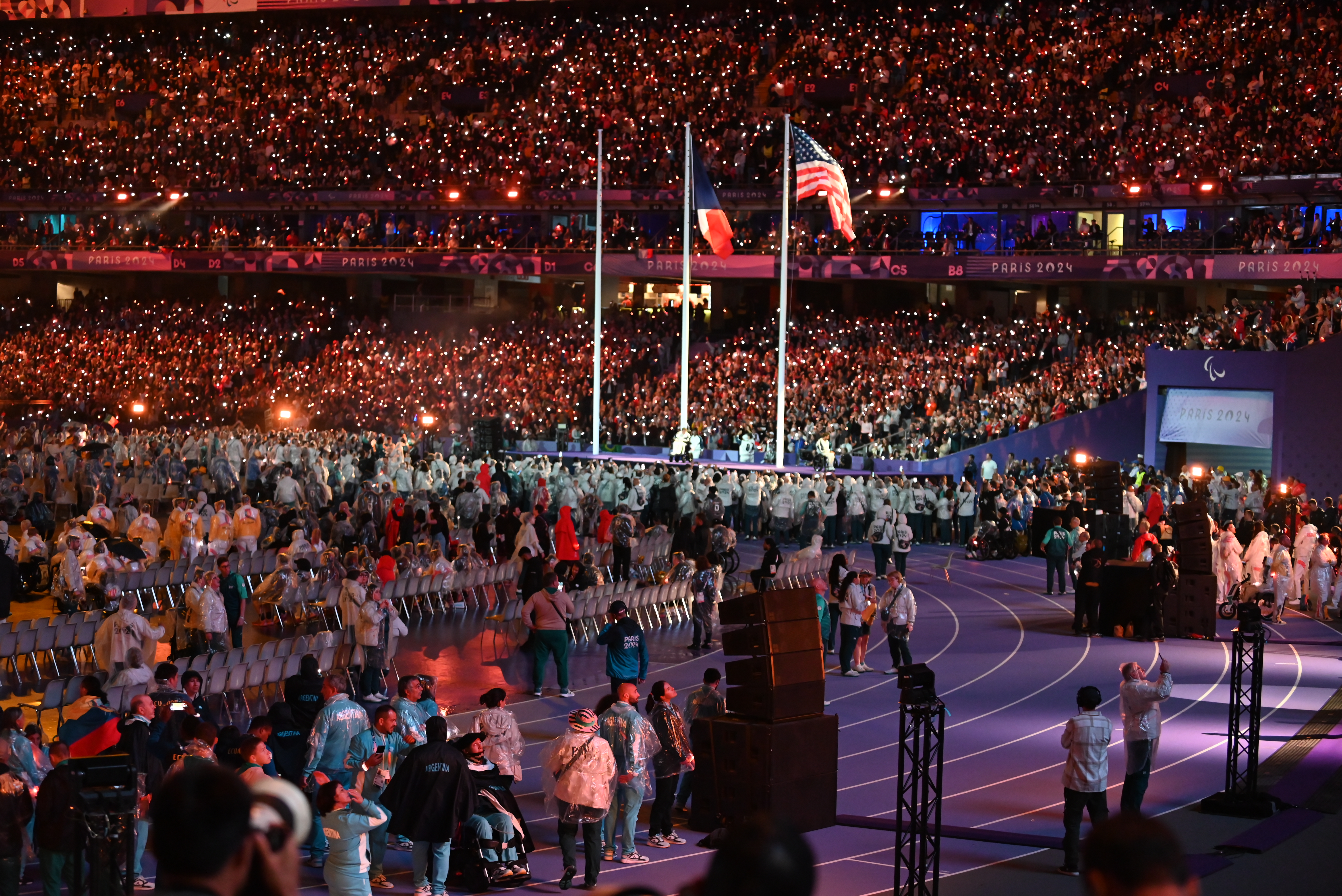
Bandeiras da França e dos Estados Unidos hasteadas

- França - La Marseillaise por André Feydy
- - Hino Paralímpico (executado em sua versão original)
- Estados Unidos - The Star-Spangled Banner por Ali Stroker[6]

- Commons